# Углава, Георгий Омарович
Георгий Омарович Углава (4 мая 1961, Кутаиси, Грузинская ССР) — преступник, «вор в законе».

## Биография
Георгий Углава родился 4 мая 1961 года в Кутаиси, Грузинская ССР. По национальности — грузин. Известный в уголовной среде, как «Тахи». «Коронован» в 1987 году (в возрасте 25 лет) в Кутаиси ворами Гегечкори С. Ш. (Сачино), Рижамадзе Д. В. (Джони Кутаисский), Чаргазия А. В. (Амза), Кобешавидзе А. Н. (Авто Копала). Был неоднократно судим:
10 июля 1984 года осуждён в Ленинграде, Фрунзенский районным судом к 3 года 6 месяцев (ст. 15-144 ч.3, 15-147 ч.1 УК РСФСР);
3 февраля 1992 года осуждён в Москве, Киевским районным судом к 4 годам заключения;
25 ноября 1996 года осуждён в Москве, Никулинским судом к 1 году 7 месяцам, освободился 21 февраля 1997 года;
4 апреля 2000 года осуждён в Твери, Московским районным судом к 10 годам, в заключении находился до 10 июня 2007 года;
28 апреля 2017 года Забайкальский краевой суд в Чите приговорил Георгия Углаву, известного как «Тахи» к 3,5 годам колонии общего режима за вымогательство (с учётом проведенного времени в СИЗО — с февраля 2015 года. «Законника» обвинили в одном единственном эпизоде вымогательства, тогда как при задержании правоохранители называли «Тахи» лидером ОПГ, за которой стоит череда тяжких преступлений.
Газета «Преступная Россия» писала, что Углава был задержан весной 2015 года на «воровской сходке» в Москве, в которой среди прочих также участвовал Каха Парпалия («Каха Гальский», по данным Lifenews, в 2017 году был избран королём российского криминалитета). Задержанному «Тахи» предъявили обвинение в вымогательстве у одного из коммерсантов Читы 400 000 рублей, совершённом ещё в 2007 году. Одновременно с этим в столице Забайкалья оперативники задержали ещё шестерых лидеров уголовно-преступной среды региона. Все они во главе с «Тахи» на протяжении последних 10 лет входили в одну из самых крупных группировок Забайкалья. Деньги от совершения грабежей, краж, вымогательств и других тяжких и особо тяжких преступлений отчислялись в криминальный «общак».
Раскрыть дело следователям, в том числе, помог бывший казначей банды Углавы Фёдор Титов («Тит»). Чтобы выйти из СИЗО, ближайший соратник «вора в законе» заключил сделку со следствием, «сдав» членов группировки и самого «босса».
Тем временем, после того как «законник» оказался за решёткой, «Тахи» стал известен как один из главных идеологов тюремной субкультуры АУЕ («Арестантское уркаганское единство»). Он дал указание своим соратникам собирать деньги в «общак», идеализируя арестантскую жизнь. Внедрив и выстроив систему сбора, деньги начали вымогать даже в школах Забайкалья и соседних регионов. Весной 2016 года Углава угрожал убийством следователю, за что в июне того же года был оштрафован на 120 тысяч рублей. А в начале 2017 года «вор в законе» развлекал себя тем, что участвовал в конкурсе местного издания «Вечорка». В розыгрыше «Тахи» выиграл книгу «Зеркало», написанную в тюремных стенах лидером «меценатовской» ОПГ Дмитрием Ведерниковым («Ведера»).
В январе 2023 года был задержан в Москве, десять участников его группировки — в Забайкальском крае. В апреле 2023 года приговорён к 18 годам заключения.